# 拉賈爾哈德烏帕齊拉
拉賈爾哈德乌帕齐拉是孟加拉国古里格拉姆縣的一个乌帕齐拉，位於朗布爾专区的古里格拉姆縣。。

## 人口
據1991年孟加拉國人口普查，拉賈爾哈德共有戶數27,357戶，人口192689人。其中男性佔比50.52%，女性佔比49.48%；成年人口72,315人。該地7歲以上人口之平均識字率為40.7%，高於全國平均值（32.4%）。